# Schotten (Hesja)
Schotten – miasto w Niemczech, w kraju związkowym Hesja, w rejencji Gießen, w powiecie Vogelsberg.

## Współpraca
Miejscowości partnerskie:
- Arco, Włochy
- Belœil, Belgia
- Bogen, Bawaria
- Crosne, Francja
- Elmshorn, Szlezwik-Holsztyn
- Maybole, Szkocja
- Ozimek, Polska
- Rýmařov, Czechy